# Hardware Direct MIDI Routing
 (novembre 2023).
Si vous disposez d'ouvrages ou d'articles de référence ou si vous connaissez des sites web de qualité traitant du thème abordé ici, merci de compléter l'article en donnant les références utiles à sa vérifiabilité et en les liant à la section « Notes et références ».
Pour les articles homonymes, voir HDMR.
La fonction Hardware Direct Midi Routing (HDMR) est une possibilité optionnelle de matériels informatiques, associée au MIDI.
Il s'agit de connecter directement des périphériques MIDI en entrée avec des périphériques MIDI en sortie sans utiliser un logiciel. Elle permet de garantir une “latence zéro”. 
Cette interface se trouve sur des cartes-mères et cartes son.